# Soyo (Angola)
Soyo è una municipalità dell'Angola appartenente alla provincia dello Zaire. Ha 126.998 abitanti (stima del 2006).
Il capoluogo è Soyo.